# شفيق الكمالي
شفيق بن عبد الجبار بن قدوري الكمالي (1929 - 1984) شاعر وسياسي بعثي عراقي. أصله من عانة، ولد في مدينة البوكمال السورية، على الحدود مع العراق، وعاش هناك سنينه الأولى ثم انتقل إلى بغداد حيث أكمل دراسته الابتدائية فالثانوية هناك، وتخرج من كلية الآداب في جامعة بغداد، ثم انتقل إلى القاهرة حيث حصل على درجة الماجستير من كلية الآداب في جامعة القاهرة. وبسبب نشاطه السياسي المناهض للنظام الملكي في العراق، فُصل من عمله وسُجن حتى إعلان الجمهورية العراقية. وبسبب خلافات سياسية تنقّل بعد ذلك بين سوريا ومصر، وبعد تولّي حزب البعث العراقي السلطة عاد وعُيّن في وزارة الإرشاد. تولّى عدد من المناصب الوزارية في العراق مثل وزارة الإعلام ووزارة الشباب، وترأس إتحادات أدبية على مستوى العراق والعالم العربي وأسّس دار «آفاق عربية». وتوفي في  عام 1984 في العراق.

## في السياسة
انتهاج الكمالي سياسة التحالف مع الوطنيين العراقيين والقوميين العرب مما أضعف كثيراً من موقعه في الحزب البعثي. و سجّل عليه صدام حسين بالإضافة إلى هذا أنه انتدب مبعوثاً من الحزب لحضور مؤتمر قومي مع زميله عبد الله سلوم السامرائي قبل وصول الحزب إلى السلطة، لكنه لم ينقل إلى المؤتمر وصية بترقية صدام حسين إلى عضو قيادة القومية.
ولم يكن ذلك سيمر على ذاكرة صدام حسين الذي أصبح الرجل الثاني في السلطة، وكان متوقعاً للكمالي والسامرائي أن يكونا من أوائل الضحايا.
عُيِّن الكمالي وزيراً في الحكومة التي شكّلها الحزب بعد 30 تموز 1968 وأُبعد سفيراً وأُعيد وزيراً.. وطُرد مرة أخرى.. لكنه أصبح رئيساً لاتحاد الأدباء العرب قبل أن يطرده صدام حسين ويُعيّن مكانه بعثياً يدعى حميد سعيد. وفي بغداد وفي فترة إبعاده عن مسؤولياته الرسمية والحزبية اتخذ الكمالي طاولة له في زاوية من غرفة بجريدة الجمهورية يشترك فيها معه صحفيون آخرون.
وعندما انفرد صدام بقيادة الحزب والسلطة في تموز 1979 كان شفيق الكمالي يتوقع أن يتصدر اسمه لائحة المبعوثين الواحد والعشرين من رفاقه إلى ساحة الإعدام.
ولما لم يكن اسمه من بينهم أخذ يتصرف بهاجس من يعتقد أنّ قرارا بإعدامه سيصدر بين لحظة وأخرى، وعليه أن يحول دون ذلك مستخدماً أداته الشعرية، فظهر أمام الرأي العام العراقي غجرياً يحمل ربابته عند مضيف الشيخ، وقد قال كلاماً في صدام لم يصدر عن حاملي الربابة الغجرية، وكانت قصائده التي يحملها بنفسه إلى مطربات الإذاعة راجياً تلحينها وتقديمها للمستمعين تخرج من إطار المسؤولية المشتركة والعمل المشترك في حزب واحد.
اعتقل نجله الأكبر (يعرب) واعتقل الوالد الذي اتهم بمحاولة تهريبه خارج العراق، ثم قتل الابن، خرج الكمالي من السجن ليموت فجأة ولم يكن يشكو من مرض.

## أعماله
أعمال منشورة:
- الشعر عند البدو (دراسة، 1965)
- رحيل الأمطار (ديوان شعري، 1972).
- هموم مروان وحبيبته الفارعة (ديوان شعري، 1974).
- تنهدات الأمير العربي (ديوان شعري، 1975).

أعمال لم تنشر:
- سيرة دهام (رواية سيرة ذاتية).